# Tenrec ecaudatus
Pour les articles homonymes, voir Tenrec.
Tangue, Hérisson malgache, Tenrec acaude, Grand tenrec
Genre
Espèce
Répartition géographique
Statut de conservation UICN

 LC  : Préoccupation mineure

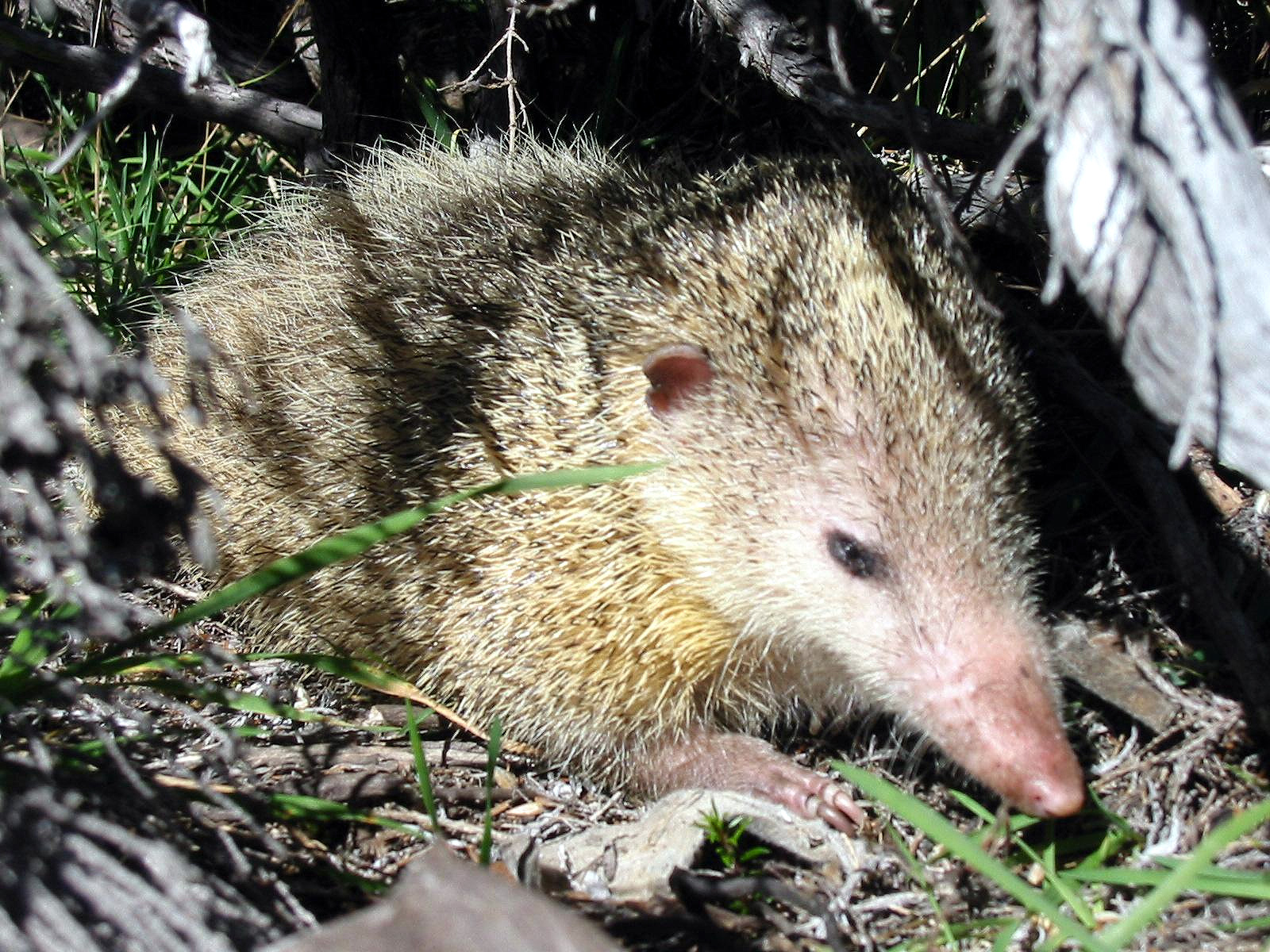
Un tangue

Le Tangue ou Hérisson malgache, Tenrec ecaudatus, est une espèce de petits mammifères de la famille des Tenrecidae, la seule du genre Tenrec. Cet insectivore terrestre couvert de piquants a l'apparence d'un hérisson commun, bien qu'il en soit très éloigné. Originaire de Madagascar, il a été introduit comme source de nourriture dans certaines îles de l'océan Indien voisines comme La Réunion, Maurice, les Comores, Mayotte ou encore les Seychelles. Sa chair est très appréciée en plat cuisiné et sa chasse est réglementée.

## Dénominations
- Nom scientifique valide : Tenrec ecaudatus  (Schreber, 1778)[1]
- Noms vulgaires (vulgarisation scientifique) : Tangue[2],[3],  Hérisson malgache[4],[3] ou Hérisson de Madagascar[5], Tenrec acaude[2],[3], Grand tenrec[6],[3] ou Grand tanrec[3].
- Noms vernaculaires (langage courant), pouvant désigner éventuellement d'autres espèces : en français il est appelé aussi tanrec ou tenrec[4] et aussi par son nom malgache tandraka[7]. À La Réunion et à Maurice, on le nomme tangue ou encore landra et trandraka à Mayotte.

Il ne faut pas confondre cette espèce avec les autres animaux de la même famille appelés aussi en français des tenrecs, mais qui sont du genre Oryzorictes.

## Description de l'espèce

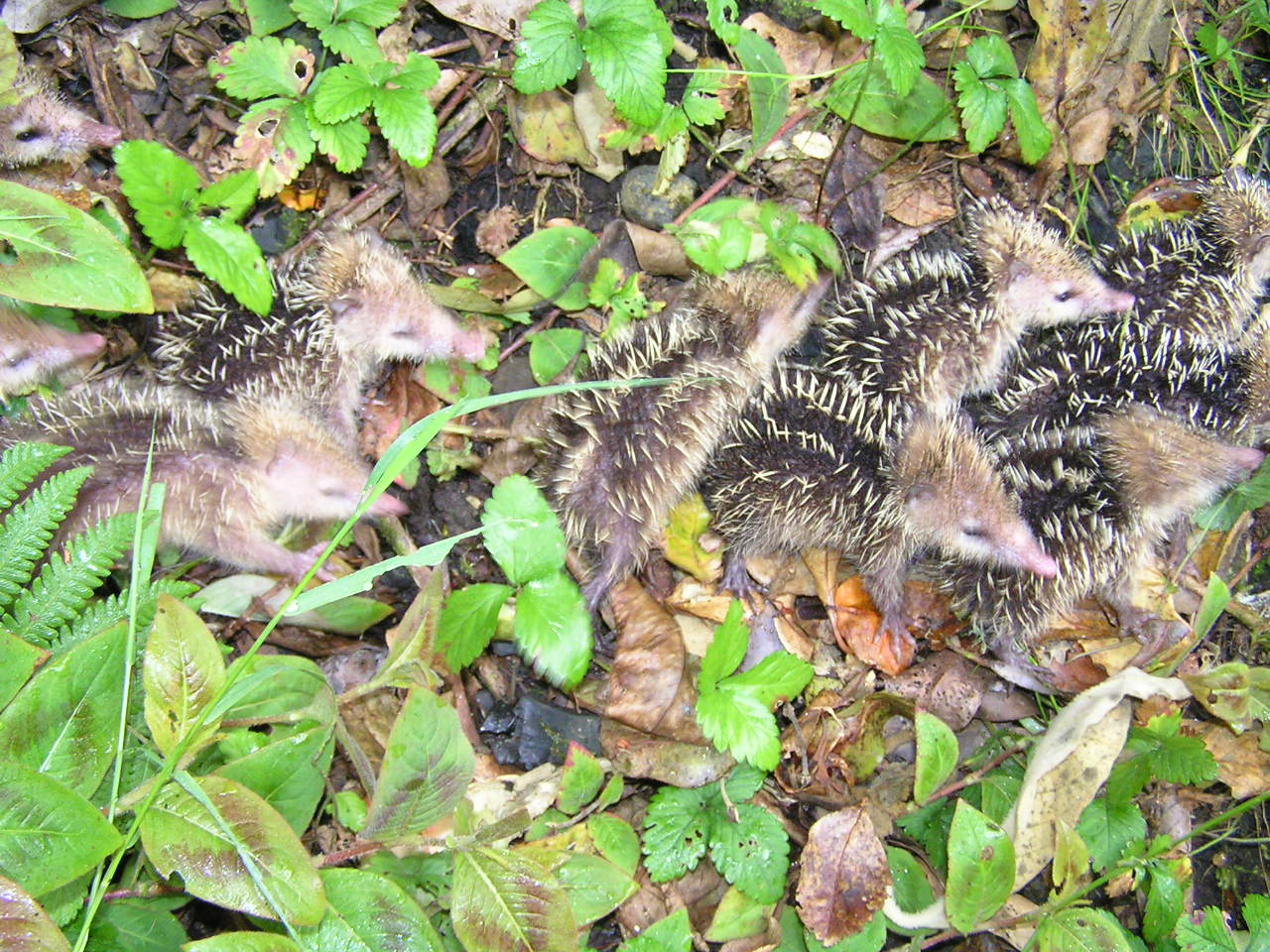
Une famille d'au moins neuf jeunes tangues

C'est un animal principalement nocturne et solitaire qui ne s'apparie que brièvement lors de la saison de reproduction, et parfois pendant l'hibernation.
C'est le plus gros représentant de sa famille (poids 1 à 2 kg). Il est également considéré comme un des mammifères les plus fécond du monde avec des portées d'une trentaine de jeunes observées en captivité.
À Madagascar, on le trouve dans un large éventail d'habitats.

## Nomenclature et systématique
Cette espèce a été décrite pour la première fois en 1777 par le zoologiste allemand Johann Christian Daniel von Schreber (1739-1810) et le genre en 1799 par le naturaliste français Bernard-Germain de Lacépède (1756-1825). 
Elle appartient à la famille des Tenrecidae qui comprend 10 genres regroupés en plusieurs sous-familles dans lesquelles se répartissent 29 espèces différentes. Tenrec ecaudatus (sous-famille des Tenrecinae) appartient au genre Tenrec dont il est le seul représentant. Il n'a pas de sous-espèce.
L'épithète spécifique ecaudatus signifie « privé de queue ».

## Écologie
Le tangue est très probablement porteur de la leptospirose, des anticorps anti-leptospire ayant été retrouvés dans leur sang lors d'une étude à La Réunion et son rôle en tant que réservoir est donc suspecté. Mais aucune étude à l'heure actuelle ne l'a démontré.

## Usages

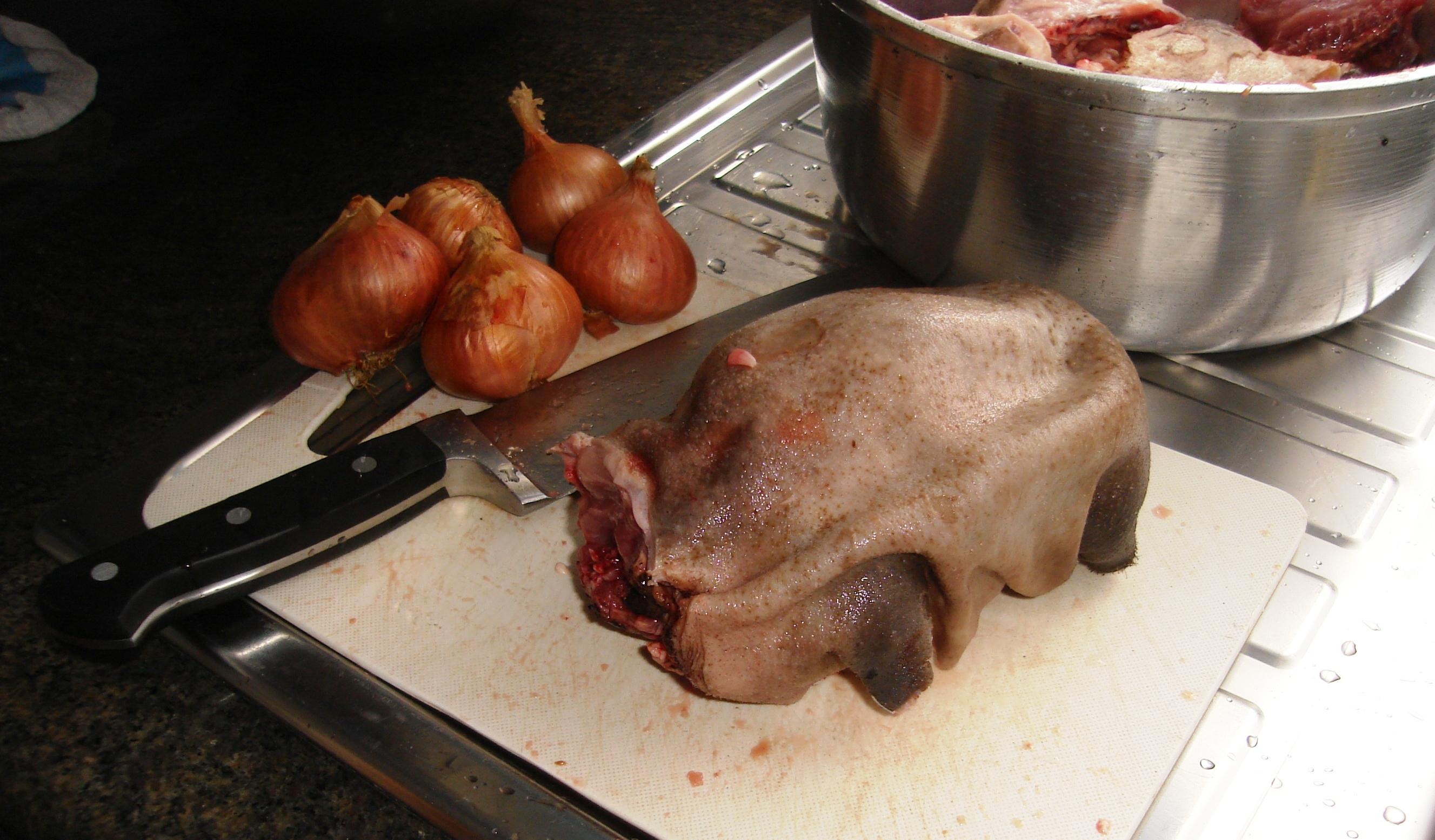
Tangue en cours de préparation.

À La Réunion et à Maurice, le tangue est un mets très apprécié bien qu'exclusivement consommé par les créoles réunionnais et mauriciens. Il est consommé en carry, salmi ou en civet,. Comoriens et Malgaches le consomment également. 
Les chasseurs de tangue sont souvent accompagnés d'un chien qui leur permet de repérer plus facilement le terrier des tangues.
Les périodes d'ouverture et de fermeture de la chasse sont fixées par Arrêté préfectoral.

## Culture
- Un tangue anthropomorphe appelé Bayoun a été la mascotte officielle des cinquièmes Jeux des îles de l'océan Indien, des jeux sportifs organisés à La Réunion en 1998.
- Dans les comics de la franchise Sonic the Hedgehog édité par IDW Publishing, Surge, un tangue femelle de couleur verte, apparaît pour la première fois dans le numéro 46 de la série en tant qu'antagoniste.